# Seychellaria madagascariensis
Seychellaria madagascariensis là một loài thực vật có hoa trong họ Triuridaceae. Loài này được C.H.Wright miêu tả khoa học đầu tiên năm 1912.